# Cephonodes austrosundanus
Cephonodes austrosundanus is een vlinder uit de familie van de pijlstaarten (Sphingidae). De wetenschappelijke naam van de soort is voor het eerst geldig gepubliceerd in 1903 door Lionel Walter Rothschild & Heinrich Ernst Karl Jordan.